# Supercopa de España de Fútbol 2000
La Supercopa de España de 2000 fue una competición que se disputó a doble partido en España entre los días 20 y 27 de agosto. Enfrentó al campeón de la Primera División 1999/00, el R.C. Deportivo de La Coruña, y el campeón de la Copa del Rey 1999/00, el R. C. D. Espanyol
El Deportivo de La Coruña se adjudicó el título por segunda vez en su historia en su segunda participación tras vencer en el computo global por 2:0.

## Partidos
| R.C. Deportivo de La Coruña |  | Bandera de Galicia  |  | Campeón de la Primera División de España (1999/00) |
| R. C. D. Espanyol           |  | Bandera de Cataluña |  | Campeón de la Copa del Rey de fútbol (1999/00)     |

### Ida
| 1          | POR        | Juan Luis Mora      |     |
| 2          | DEF        | Cristóbal Parralo   |     |
| 4          | DEF        | Nando Muñoz         |     |
| 5          | DEF        | Mauricio Pochettino |     |
| 18         | DEF        | Mauro Navas         |     |
| 8          | MED        | Sergio González     |     |
| 15         | MED        | Constantin Galca    |     |
| 7          | MED        | Toni Velamazán      | 71' |
| 19         | MED        | Moisés Arteaga      | 71' |
| 11         | DEL        | Martín Posse        | 54' |
| 23         | DEL        | Raúl Tamudo         |     |
| Entrenador | Entrenador | Paco Flores         |     |

| 1          | POR        | Jacques Songo'o      |     |
| 2          | DEF        | Manuel Pablo         |     |
| 20         | DEF        | Donato Gama da Silva |     |
| 4          | DEF        | Noureddine Naybet    |     |
| 3          | DEF        | Enrique Romero       |     |
| 6          | MED        | Mauro Silva          |     |
| 24         | MED        | Slaviša Jokanović    |     |
| 18         | MED        | Víctor Sánchez       | 75' |
| 8          | MED        | Djalminha            | 78' |
| 10         | MED        | Frán González        |     |
| 9          | DEL        | Pedro Pauleta        | 57' |
| Entrenador | Entrenador | Javier Irureta       |     |

| 6  | DEL | Óscar García    | 54' |
| 28 | MED | Iván Díaz       | 71' |
| 14 | MED | Quique De Lucas | 71' |

| 11 | DEL | Turu Flores   | 57' |
| 23 | MED | Aldo Duscher  | 75' |
| 19 | DEL | Diego Tristán | 78' |

|  | 89' | Mauro Navas |

| Árbitro | Juan Ansuátegui Roca |

| 1          | POR        | Juan Luis Mora      |     |
| 2          | DEF        | Cristóbal Parralo   |     |
| 4          | DEF        | Nando Muñoz         |     |
| 5          | DEF        | Mauricio Pochettino |     |
| 18         | DEF        | Mauro Navas         |     |
| 8          | MED        | Sergio González     |     |
| 15         | MED        | Constantin Galca    |     |
| 7          | MED        | Toni Velamazán      | 71' |
| 19         | MED        | Moisés Arteaga      | 71' |
| 11         | DEL        | Martín Posse        | 54' |
| 23         | DEL        | Raúl Tamudo         |     |
| Entrenador | Entrenador | Paco Flores         |     |

| 1          | POR        | Jacques Songo'o      |     |
| 2          | DEF        | Manuel Pablo         |     |
| 20         | DEF        | Donato Gama da Silva |     |
| 4          | DEF        | Noureddine Naybet    |     |
| 3          | DEF        | Enrique Romero       |     |
| 6          | MED        | Mauro Silva          |     |
| 24         | MED        | Slaviša Jokanović    |     |
| 18         | MED        | Víctor Sánchez       | 75' |
| 8          | MED        | Djalminha            | 78' |
| 10         | MED        | Frán González        |     |
| 9          | DEL        | Pedro Pauleta        | 57' |
| Entrenador | Entrenador | Javier Irureta       |     |

| 6  | DEL | Óscar García    | 54' |
| 28 | MED | Iván Díaz       | 71' |
| 14 | MED | Quique De Lucas | 71' |

| 11 | DEL | Turu Flores   | 57' |
| 23 | MED | Aldo Duscher  | 75' |
| 19 | DEL | Diego Tristán | 78' |

|  | 89' | Mauro Navas |

| Árbitro | Juan Ansuátegui Roca |

### Vuelta
| 13         | POR        | José Francisco Molina |     |
| 2          | DEF        | Manuel Pablo          |     |
| 22         | DEF        | Hélder Cristóvão      |     |
| 4          | DEF        | Noureddine Naybet     |     |
| 3          | DEF        | Enrique Romero        |     |
| 6          | MED        | Mauro Silva           |     |
| 24         | MED        | Slaviša Jokanović     | 83' |
| 18         | MED        | Víctor Sánchez        |     |
| 8          | MED        | Djalminha             | 79' |
| 10         | MED        | Frán González         |     |
| 19         | DEL        | Diego Tristán         | 69' |
| Entrenador | Entrenador | Javier Irureta        |     |

| 1          | POR        | Juan Luis Mora      |     |
| 2          | DEF        | Cristóbal Parralo   |     |
| 4          | DEF        | Nando Muñoz         |     |
| 5          | DEF        | Mauricio Pochettino |     |
| 12         | DEF        | Delio Toledo        |     |
| 8          | MED        | Sergio González     |     |
| 15         | MED        | Constantin Galca    |     |
| 7          | MED        | Toni Velamazán      | 77' |
| 19         | MED        | Moisés Arteaga      |     |
| 11         | DEL        | Martín Posse        | 66' |
| 23         | DEL        | Raúl Tamudo         | 66' |
| Entrenador | Entrenador | Paco Flores         |     |

| 17 | DEL | Walter Pandiani      | 69' |
| 11 | DEL | Turu Flores          | 79' |
| 20 | DEF | Donato Gama da Silva | 83' |

| 6  | DEL | Óscar García | 66' |
| 28 | MED | Iván Díaz    | 66' |
| 18 | DEF | Mauro Navas  | 77' |

|  | 57' | Djalminha     | 1-0 |
|  | 60' | Diego Tristán | 2-0 |

|  | 35' | Slaviša Jokanović |
|  | 44' | Víctor Sánchez    |

|  | 9'  | Sergio González   |
|  | 49' | Cristóbal Parralo |
|  | 51' | Delio Toledo      |
|  | 83' | Nando Muñoz       |

| Árbitro | Manuel Enrique Mejuto González |

| 13         | POR        | José Francisco Molina |     |
| 2          | DEF        | Manuel Pablo          |     |
| 22         | DEF        | Hélder Cristóvão      |     |
| 4          | DEF        | Noureddine Naybet     |     |
| 3          | DEF        | Enrique Romero        |     |
| 6          | MED        | Mauro Silva           |     |
| 24         | MED        | Slaviša Jokanović     | 83' |
| 18         | MED        | Víctor Sánchez        |     |
| 8          | MED        | Djalminha             | 79' |
| 10         | MED        | Frán González         |     |
| 19         | DEL        | Diego Tristán         | 69' |
| Entrenador | Entrenador | Javier Irureta        |     |

| 1          | POR        | Juan Luis Mora      |     |
| 2          | DEF        | Cristóbal Parralo   |     |
| 4          | DEF        | Nando Muñoz         |     |
| 5          | DEF        | Mauricio Pochettino |     |
| 12         | DEF        | Delio Toledo        |     |
| 8          | MED        | Sergio González     |     |
| 15         | MED        | Constantin Galca    |     |
| 7          | MED        | Toni Velamazán      | 77' |
| 19         | MED        | Moisés Arteaga      |     |
| 11         | DEL        | Martín Posse        | 66' |
| 23         | DEL        | Raúl Tamudo         | 66' |
| Entrenador | Entrenador | Paco Flores         |     |

| 17 | DEL | Walter Pandiani      | 69' |
| 11 | DEL | Turu Flores          | 79' |
| 20 | DEF | Donato Gama da Silva | 83' |

| 6  | DEL | Óscar García | 66' |
| 28 | MED | Iván Díaz    | 66' |
| 18 | DEF | Mauro Navas  | 77' |

|  | 57' | Djalminha     | 1-0 |
|  | 60' | Diego Tristán | 2-0 |

|  | 35' | Slaviša Jokanović |
|  | 44' | Víctor Sánchez    |

|  | 9'  | Sergio González   |
|  | 49' | Cristóbal Parralo |
|  | 51' | Delio Toledo      |
|  | 83' | Nando Muñoz       |

| Árbitro | Manuel Enrique Mejuto González |

| Campeón Supercopa de España 2000 |
| -------------------------------- |
| R.C.D. La Coruña 2° Título       |

| Predecesor: Supercopa de España 1999 | Supercopa de España 2000 | Sucesor: Supercopa de España 2001 |